# Central de Autobuses de Tuxpan (Veracruz)
La Central de Autobuses de Tuxpan (Veracruz), más conocida como Central Camionera de Tuxpan (Veracruz) o Terminal Central de Autobuses de Tuxpan (Veracruz) José Fernández es una de las terminales foráneas más importantes. Es un pacífico y agradable puerto al norte de Veracruz ya la norte de México, en la región conocida como la Huasteca Baja o la región de la huasteca veracruzana. Su ubicación privilegiada, entre ríos, playas y arrecifes, es el puerto marítimo en el Golfo de México. Es la principal sede de Grupo Estrella Blanca, y Grupo IAMSA por donde los viajeros que conectan de los diferentes en varios puntos de la República Mexicana.

## Ubicación
Se encuentra localizada Avenida López Mateos #254. Tuxpan, Veracruz esquina con la calle Galeana, al norte de la Ciudad, por el Estero Tenachaco.

## Historia
Antes de la inauguración La Central de Autobuses de Tuxpan (Veracruz) ante las autoridades locales y empresas socios anunciado de la construcción nueva e inaugurado en el 2007 está a metros de la Terminal ADO y actualmente en donde los pasajeros viajan diariamente desde diferentes puntos de la república mexicana.

## Especificaciones de la terminal
- Número de Andenes:
- Espacios de aparcamiento de autobuses:
- Superficie total de la terminal:
- Servicio de Estacionamiento:
- Número de taquillas:10
- Número de locales comerciales:
- Sala de espera:

## Destinos
| Líneas de Autobuses       | Destinos |
| ------------------------- | --- |
| Autobuses Futura          | Cd.Victoria, Cerro Azul, Durango, Matamoros, México,D.F Norte, Monterrey Central, Naranjos, Nuevo Laredo, Linares, Ozuluama, Poza Rica, Reynosa, Saltillo, San Fernando, Soto la Marina, Tampico, Tantoyuca, Torreón. |
| Transportes Chihuahuenses | Cd.Camargo, Cd. Delicias, Cd. Jiménez, Cd. Juárez, Cd. Victoria, Cerro Azul, Chihuahua, Gómez Palacio, Monterrey Central, Naranjos, Pistolas Meneses, Poza Rica, Tampico, Torreón. |
| Autobuses Estrella Blanca | Bustos, Buenos Aires, Canada Rica, Canoas, Cd.Victoria, Cerro Azul, Cerro Dulce, El Higo, El Molino, El Ojite, Galera, Horconcitos, Huejutla, Ídolo, La Crema, La Esperanza, La Pimienta, Las Cañas, Linderos, Matamoros, México,D.F Norte, Monterrey Central, Naranjos, Nuevo Laredo, Linares, Ozuluama, Pánuco, Piedras Clavadas, Platón Sánchez, Potrero de Llano, Poza Rica, Reynosa, San Fernando, Soto la Marina, Tampico, Tantoyuca, Torreón. |
| Autobuses Conexión        | Acaxochitlán, Álamo, Cerro Azul, México,D.F Norte, Naranjos, Nuevo Necaxa, Ozuluama, Poza Rica, Tampico, Tantoyuca, Tempoal, Tihuatlán, Villa Manuel Ávila Camacho, Villa Lázaro Cárdenas, Xicotepec de Juárez. |
| Ómnibus de Oriente        | Cerro Azul, Matamoros, Naranjos, Poza Rica, Reynosa, San Fernando, Tampico. |
| Autobuses Blancos         | Cerro Azul, Naranjos, Ozuluama, Potrero de Llano. |
| ETN Turistar Lujo         | Monterrey Central, Monterrey Churubusco, Poza Rica. |
| Ómnibus de México/Plus    | Actopan, Aguascalientes, Cd.Camargo, Cd. Juárez, Cd.Valles, Celaya, Chihuahua, Delicias, Durango, Fresnillo, Gómez Palacio, Guadalajara, Agencia Hamburgo, Huauchinango, Irapuato, Ixmiquilpan, Jiménez, León, La Piedad, México,D.F Norte, Monterrey Central, Morelia, Moroleón, Pachuca, Pistolas Meneses, Poza Rica, Querétaro Central, Sain Alto, Salinas, San Luis Potosí, Sucursal Santa Catarina, Saltillo, Salamanca, Sombrerete, Tamiahua, Tampico, Tampico Norte, Torreón, Tula, Tuxpan Nueva Central (Veracruz), Vicente Guerrero (Durango), Villa Ahumada, Zacatecas. |